# Technomyrmex voeltzkowi
Technomyrmex voeltzkowi är en myrart som först beskrevs av Auguste-Henri Forel 1907.  Technomyrmex voeltzkowi ingår i släktet Technomyrmex och familjen myror.

## Underarter
Arten delas in i följande underarter:
- T. v. rhodesiae
- T. v. voeltzkowi

## Bildgalleri

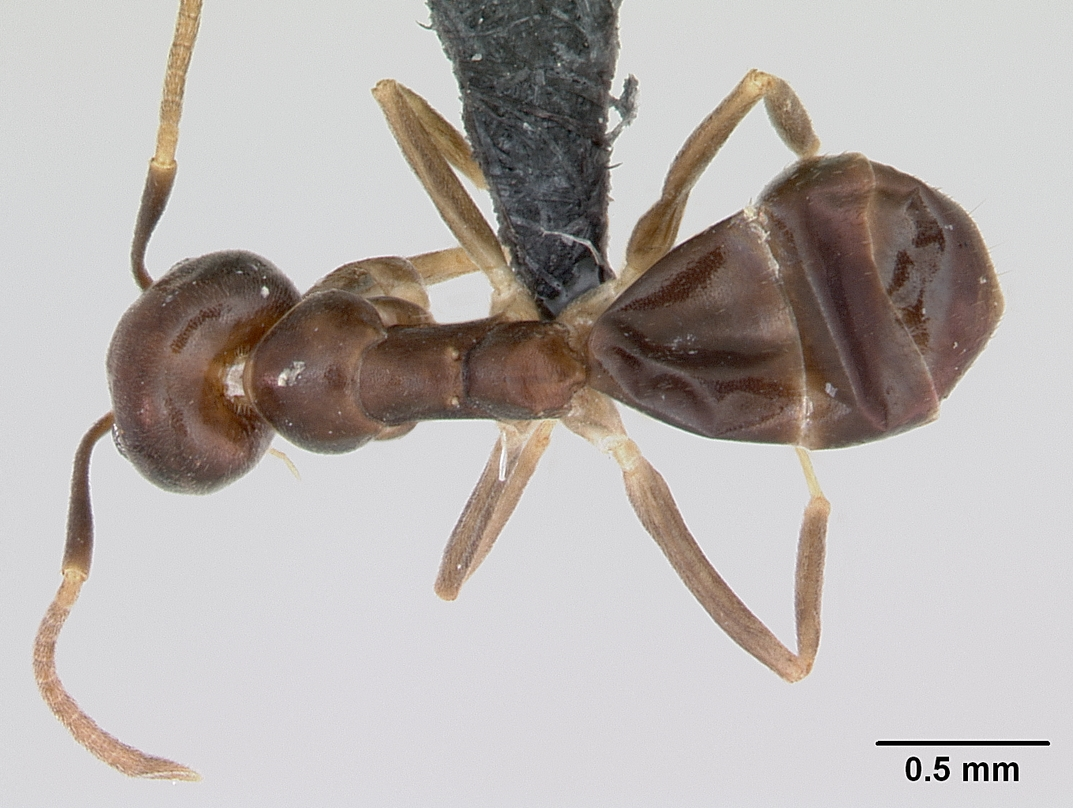
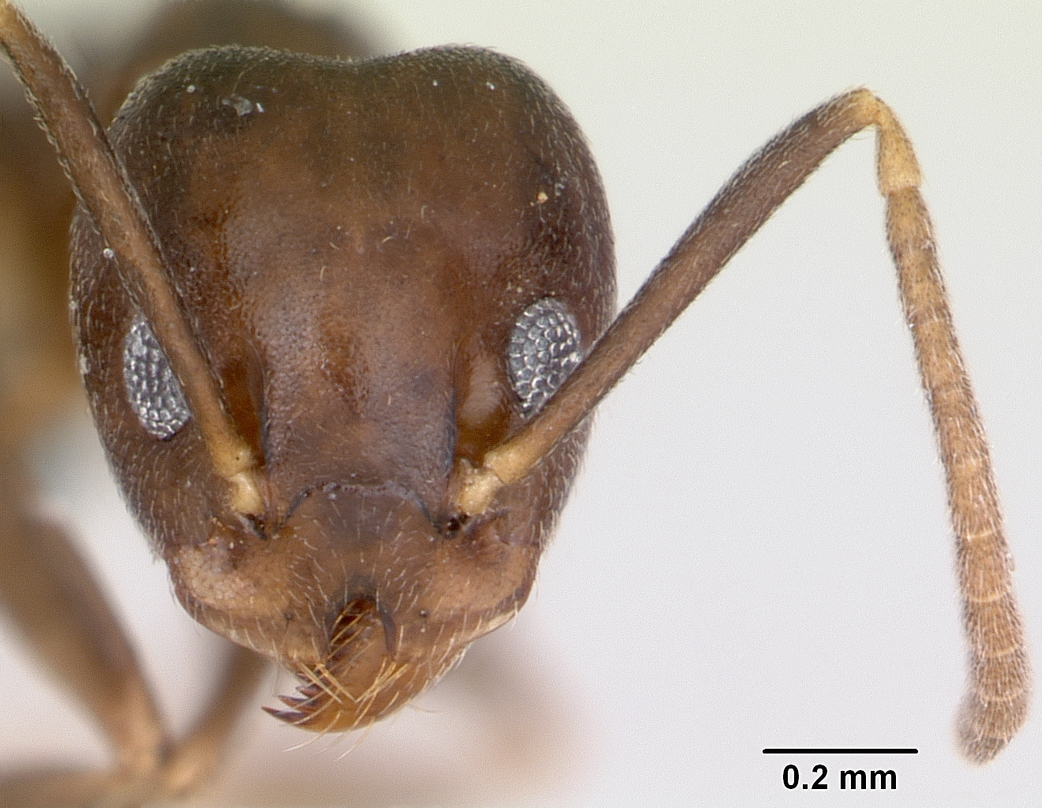
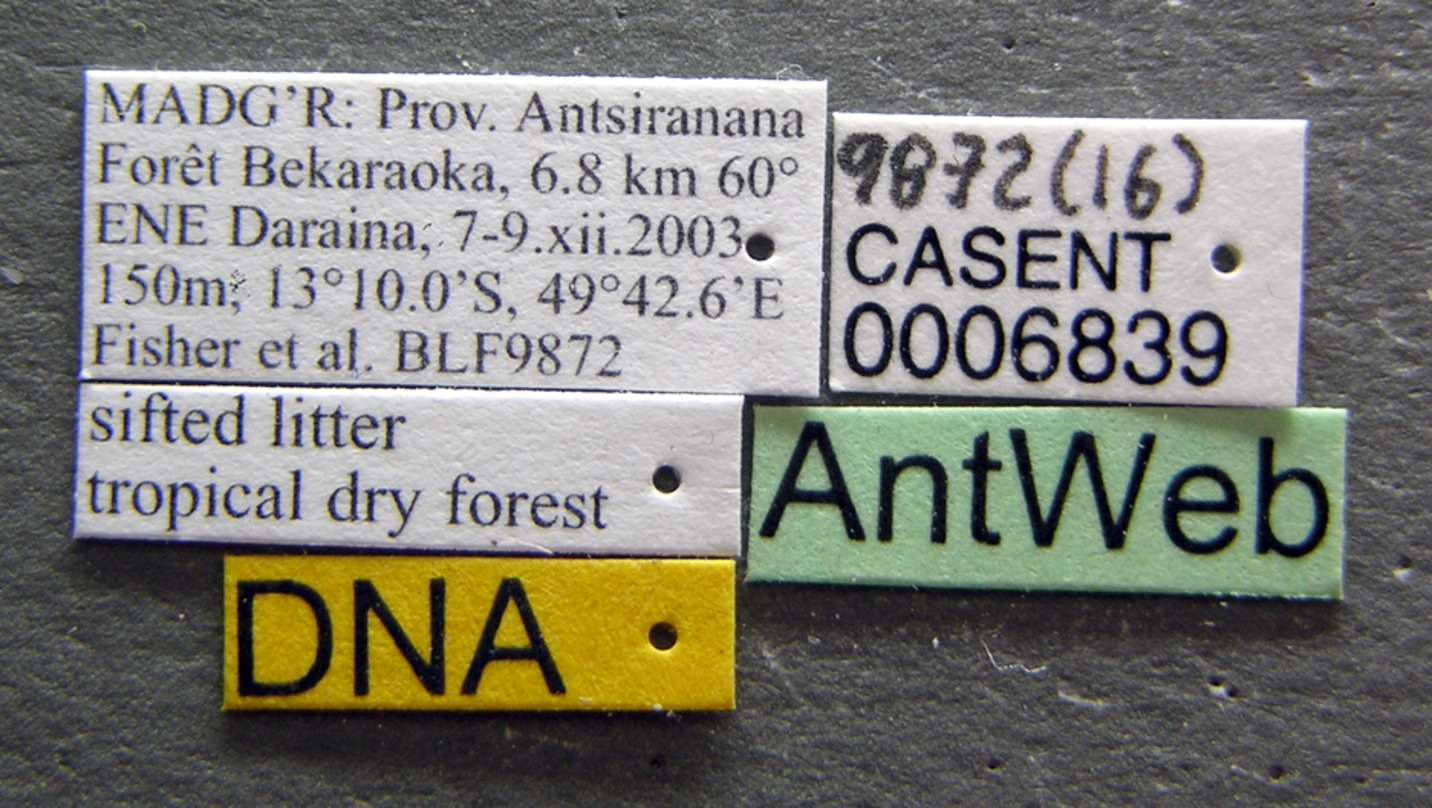
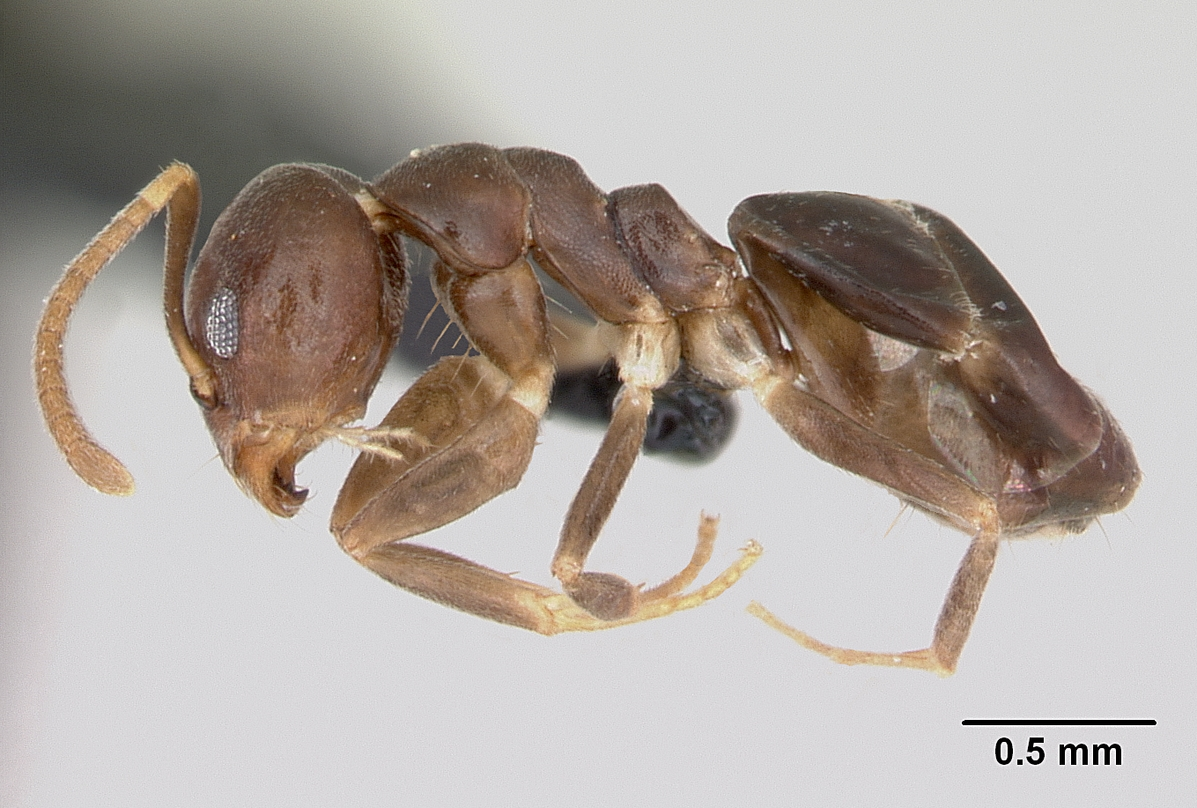
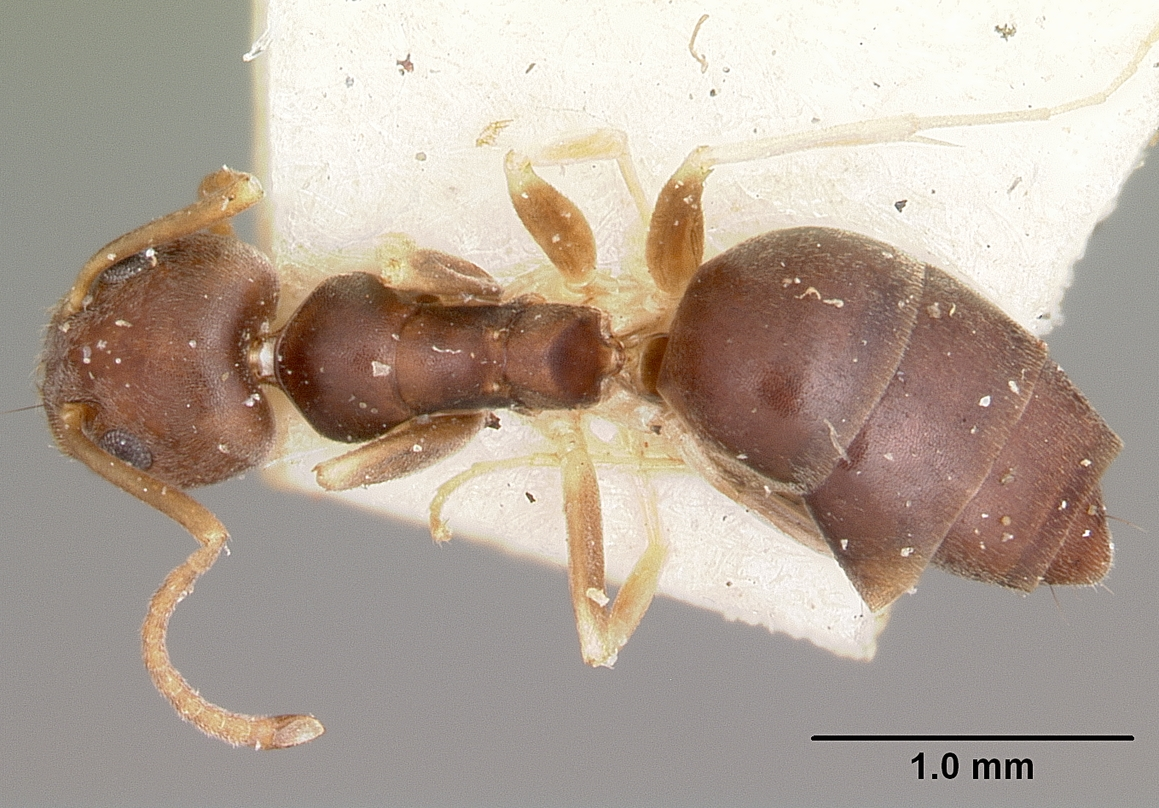
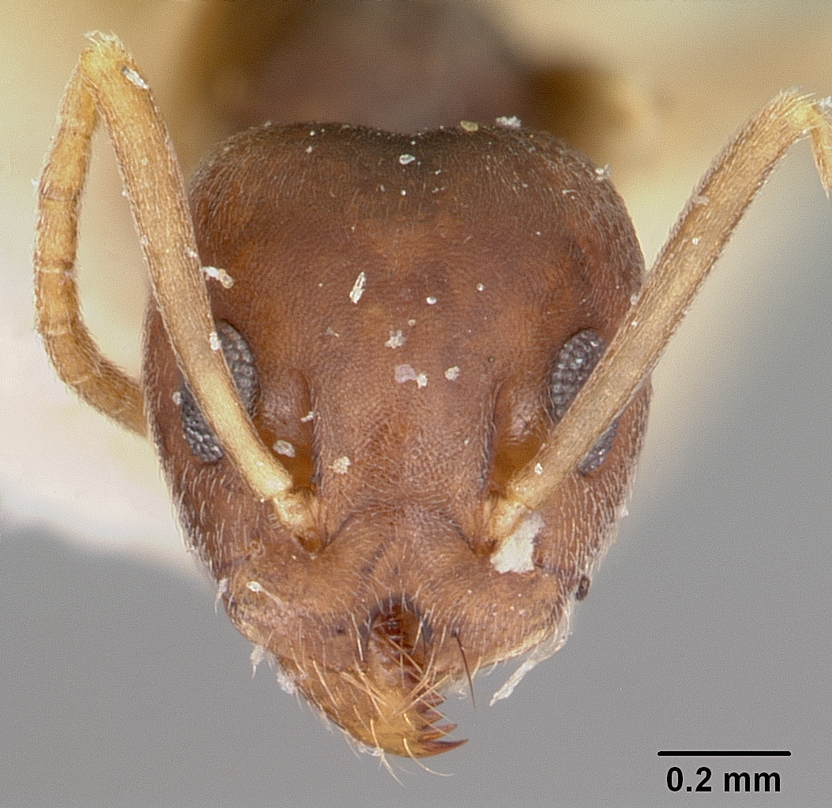